# Brumptomyia pentacantha
Brumptomyia pentacantha är en tvåvingeart som först beskrevs av Barretto M. P. 1947.  Brumptomyia pentacantha ingår i släktet Brumptomyia och familjen fjärilsmyggor. Inga underarter finns listade i Catalogue of Life.